# Karl Heinrich Bischoff
Karl Heinrich Bischoff (* 6. Juni 1900 in Laichingen; † 14. September 1978 ebenda) war ein deutscher Verleger und Schriftsteller. Er veröffentlichte auch unter den Pseudonymen Veit Bürkle und Karl Aich.

## Leben
Bischoff besuchte die Volks- und die Realschule in Laichingen und schloss 1917 eine Buchbinderlehre in Geislingen ab. Am Ersten Weltkrieg nahm er als Pionier teil. Anschließend arbeitete er als Buchhändler in Wien, von 1928 bis 1935 dann als Vertriebsleiter einer Export- und Verlagsbuchhandlung in Bremen. 1927 heiratete Bischoff Martha Osterloh. Er trat zum 1. Mai 1933 der NSDAP bei (Mitgliedsnummer 2.828.991). Ab 1934 war Bischoff Kreiskulturwart der NSDAP in Bremen und Kreisobmann sowie Ortsobmann der NS-Kulturgemeinde im Gau Weser Ems, Kreis Bremen. Außerdem gehörte er der Nationalsozialistischen Volkswohlfahrt an. Bei der Reichsschrifttumskammer leitete er das Referat Buchhändlerische Erziehungsfragen und war dort zudem Fachreferent des Sonderreferates Überwachung des schädlichen und unerwünschten Schrifttums. Nach dem Anschluss Österreichs im März 1938 leitete Bischoff in Wien die Gleichschaltung des Verlagswesens und liquidierte z. B. den Verlag von Gottfried Bermann Fischer. Im Zuge der Gleichschaltung wurde er schließlich Inhaber des ehemals größten Belletristik-Verlages von Österreich – der Paul Zsolnay Verlag war von Hannes Dietl 1938 „arisiert“ und dann kommissarisch verwaltet worden und hieß ab Herbst 1941 Karl H. Bischoff Verlag. Ab Ende Juli 1944 war Bischoff als Gefreiter bei der Wehrmacht, am 20. Juni 1945 wurde er aus alliierter Kriegsgefangenschaft entlassen.
Bischoff war auch selbst als Schriftsteller tätig und veröffentlichte unter dem Pseudonym Veit Bürkle Erzählungen und Romane, die zur Zeit des Nationalsozialismus erfolgreich waren. Geprägt waren seine Werke von militärischer Symbolik und Themen aus der bäuerlich-germanischen Welt.

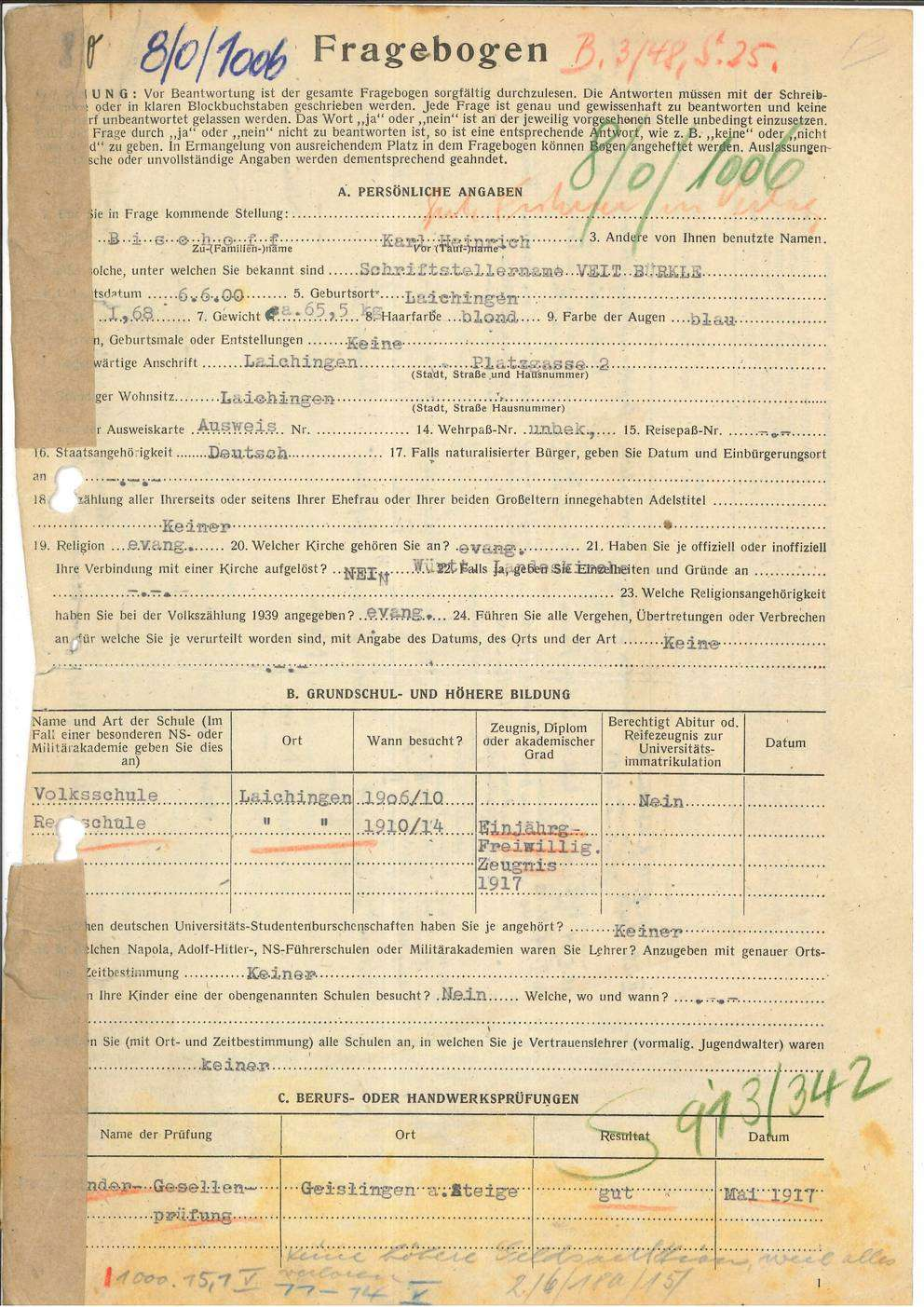
Fragebogen

Nach Ende des Zweiten Weltkrieges wurde Bischoff bei der Entnazifizierung zunächst als „aktiver Nazi“ eingestuft, in der Revision erreichte er dann aber die Einstufung als „Mitläufer“. Die „Arisierung“ des Zsolnay-Verlages wurde als „ordentlicher Verkauf“ umgedeutet. Bischoff war nun als Vertragsbuchhändler in seiner Heimatstadt tätig und in der DVP/FDP politisch aktiv. Nach dem Tod seiner ersten Frau 1963 heiratete er 1965 ein zweites Mal. 
Seine Schriften Bis zur Heimkehr im Sommer (1936) und Laßt das Frühjahr kommen! (1940) wurden nach Kriegsende in der Sowjetischen Besatzungszone auf die Liste der auszusondernden Literatur gesetzt.

## Schriften
- als Herausgeber: Buch und Beruf im neuen Staat. Angelsachsen-Verlag, Bremen 1933.
- Bis zur Heimkehr im Sommer. Grote, Berlin 1936.
- als Herausgeber: Stimme des Herzens. Liebesgeschichten und Liebesgedichte der Zeit. Breitkopf & Härtel, Leipzig 1938.
- Buch, Bücher, Politik. Das Buch als Tat. Der Verleger als Politiker im Licht und Schatten des 19. Jahrhunderts. Lühe, Leipzig 1938.
- Die Muschel. Grote, Berlin 1938.
- Das Berufsbild des Buchhändlers. Verlag der Deutschen Arbeitsfront, Berlin 1939; Lehrmittelzentrale der Deutschen Arbeitsfront, Berlin-Zehlendorf 1940.
- Heimat ohne Ende. 2 Kalendergeschichten. Salzer, Heilbronn 1939.
  - Heimat ohne Ende. 3 Erzählungen. Salzer, Heilbronn 1952.
- Bis zur Heimkehr im Sommer. Deutsche Buch-Gemeinschaft, Berlin 1939; Oestergaard, Berlin-Schöneberg 1939; Grote, Berlin 1939; Osteuropäische Verlags-Gemeinschaft, Riga 1943.
  - Übersetzt ins Niederländische von Jan van der Made: Terugkeer in den zomer. Roskam, Amsterdam 1942.
- Laßt das Frühjahr kommen! Eine Menschengeschichte aus unserer Zeit. Zeitgeschichte-Verlag, Berlin 1940.
- Schiller. Cotta, Stuttgart 1940.
- Die Bahn des hellen Scheines. Eine Erzählung. Kohlhammer, Stuttgart 1940.
- Der Gänsejäger. 4 Erzählungen aus dem Flachland. Grote, Berlin 1940.
- Das größere Glück. Eine Liebesgeschichte. Händle Elser, Mühlacker 1941. Feldpostausgabe 1942.
- Der Schelmensack. Alte deutsche Schelmen-, Narren- und Fürwitzgeschichten, für Erwachsene neu erzählt. Eher, München 1941; Berlin 1941.
- Das Land des güldenen Kaziken. Aufwärts-Verlag, Berlin 1941.
- Rebell Schiller. Aufwärts-Verlag, Berlin 1941.
- Bernardo Philippi oder Die Begegnung mit der wilden Erde. Bericht und Erzählung von deutschen Kolonistenschicksalen in Südchile im neunzehnten Jahrhundert. Heilbronn, Salzer 19422.
- Erdmann Staellbommer. Grote, Berlin 1942.
- Florelle. Zeichnungen von Max Unold. Händle, Mühlacker 1943.
- Der starke graue Wildkater. Bertelsmann, Gütersloh 19432.
- Das Haus „Zum Stempel“. Enßlin & Laiblin, Reutlingen 1943.
- Frühe Liebesgeschichte um Karl May. Münchner Buchverlag, München 1943.
- Buch, Bücher, Politik. Lühe, Leipzig 1944.
- Mein Heimatort. Bischoff, Laichingen2.
- Der römische Waldbrunnen. Ein Sommer mit Klara. Verlag Silberburg, Stuttgart 1956.
- Urban und die lange Weberschaft. Hess, Ulm 1964.

## Auszeichnungen
- 1937 Schwäbischer Dichterpreis
- 1965 Ehrenbürger von Laichingen[4]